# Cunaxa magoebaensis
Cunaxa magoebaensis är en spindeldjursart som beskrevs av Den Heyer 1979. Cunaxa magoebaensis ingår i släktet Cunaxa och familjen Cunaxidae. Inga underarter finns listade i Catalogue of Life.